# Sancho Busto de Villegas
Sancho Busto de Villegas (Ocaña, ? - Madrid, 19 de gener de 1581) va ser un religiós castellà, que va ser governador de l'arquebisbat de Toledo i bisbe d'Àvila.
Fill d'Andrés de Bustos i de Mencia de Villegas. Es va formar a la Universitat de Salamanca, i va ser col·legial de Santa Cruz de Valladolid. Va prendre els hàbits el 17 de febrer de 1554. Llicenciat en cànons el 1560. Va ser oïdor de la Cancelleria de Valladolid, el 1564 és promogut al Consell Suprem de la Santa Inquisició i el 1569 és nomenat governador de l'arquebisbat de Toledo, en absència del titular fra Bartolomé de Carranza. Va ser canonge de Sevilla i elegit bisbe d'Àvila, del qual va prendre possessió el 2 de febrer de 1579, durant el seu mandat es va erigir el col·legi jesuïta d'Arévalo. Va morir a Madrid el 19 de gener de 1581. Va ser enterrat a la seva vila natal, a la capella de la Concepció del convent de Nuestra Señora de la Esperanza, sense epitafi.